# Bianor vitiensis
Bianor vitiensis là một loài nhện trong họ Salticidae.
Loài này thuộc chi Bianor. Bianor vitiensis được Berry, Joseph A miêu tả năm 1996. Beatty & Jerzy Prószyński.